# Monica Strand
Monica Strand, född 5 januari 1965,  är en svensk före detta friidrottare (kortdistanslöpning). Hon tävlade fram till och med år 1984 för Kalix FI, därefter Piteå IF och (från och med år 1988) för IF Göta. 

## Personliga rekord
- 100 meter - 12,09 (Stockholm 16 september 1983)
- 200 meter - 24,56 (Gävle 4 augusti 1984)
- 400 meter - 54,25 (Karlskrona 2 augusti 1986)